# Jacek Koman
Pour les articles homonymes, voir Koman.
Jacek Koman est un acteur polono-australien, né le 15 août 1956 à Bielsko-Biała en Pologne.

## Filmographie

### Cinéma
- 1990 : Holidays on the River Yarra
- 1991 : Hunting
- 1992 : Redheads
- 1994 : Lucky Break
- 1995 : What I Have Written
- 1997 : Thank God He Met Lizzie
- 1998 : The Sound of One Hand Clapping
- 2001 : Moulin Rouge
- 2003 : Floodhouse
- 2003 : Horseplay
- 2006 : Les Fils de l'homme
- 2007 : Romulus, My Father
- 2008 : The Funk, narrateur
- 2008 : Australia
- 2008 : Les Insurgés
- 2009 : Kochaj i tancz
- 2011 : The Hunter, de Daniel Nettheim
- 2012 : Ghost Rider 2 : L'Esprit de vengeance de Mark Neveldine et Brian Taylor
- 2013 : Gatsby le Magnifique (The Great Gatsby), de Baz Luhrmann
- 2014 : Son of a Gun de Julius Avery
- 2017 : Jungle de Greg McLean : Monni Ghinsberg
- 2020 : Le Goût de la haine de Jan Komasa : Robert Krasucki
- 2024 : Conclave d'Edward Berger : archevêque Wozniak

### Télévision
- 1979 : Bezposrednie polaczenie, téléfilm
- 1988 : The Four Minute Mile, téléfilm
- 1989 : Darlings of the Gods, téléfilm
- 1993 : Snowy, série télévisée, épisode ?
- 1993 : Phoenix, série télévisée, épisode 25
- 1996 : Twisted Tales, série télévisée, épisode 4
- 1997 : Simone de Beauvoir's Babies, mini-série
- 1998 : Wildside, épisode 30
- 1998 : Auf der Suche nach der Schatzinsel, série télévisée, épisodes 4, 5, 7 et 12
- 2002 : The Secret Life of Us, série télévisée, épisodes 25-27, 29-31, 33-39, 43
- 2003 : Stingers, série télévisée, épisode 137
- 2003 : MDA, série télévisée, épisode 43
- 2005 : Mary Bryant (téléfilm), mini-série
- 2005 : Life, téléfilm
- 2006 : HG Wells: War with the World, téléfilm
- 2006 : Tsunami : Les Jours d'après (Tsunami: The Aftermath), téléfilm
- 2006 : Tripping Over, série télévisée
- 2008 : Meurtres en sommeil, série télévisée, épisodes 73-74
- 2012 : Miss Fisher enquête, série télévisée, épisode 2
- 2014 : Wataha :  Robert Korda (3 épisodes)
- 2026 : Apollo Has Fallen